# Octagon crew
Octagon Crew är en breakdancegrupp och ett hip hop-kollektiv från Göteborg. Nuvarande medlemmar är:
1. Ernesto Romero Escobar
2. Fredrik "Moore" Öjbro
3. Chewar "Chewiie" Kadir
4. Ashkan Alinejad
5. Sasha "Sashdilla"
6. Juvenal Caceras
7. Adam "Hefo" Stefanski.

## Historia
Gruppen startades 2004 för att ställa upp i Svenska Mästerskapen samma år.
Gruppens logo består av siffran 8 med crewnamnet runt.
Största meriten för gruppen är att de har vunnit Skandinaviska Mästerskapen (SBOTY) tre gånger (2006, 2008 och 2009). Det har inte genomförts något skandinaviskt mästerskap (Sboty) sedan deras vinst 2009 därför anses de fortfarande vara regerande mästare.
Internationella meriter som bör nämnas är en tredje plats i Chelles Battle Pro 2008, en andra plats på Battle Massy 2008, de har vunnit Streetstars Breaking masters 2008, Break de Cologne Germany 2009 och 2010 en imponerande 2:a plats på Red Bull Checkmate, där de förlorade finalen med en röst mot flerfaldiga världsmästarna Top 9 från Ryssland.
Svenska Mästerskapet 2010 förlorade de i finalen mot Grounded Crew efter en väl genomförd tävling där de ställde upp med endast 4 dansare gentemot resterande grupper på cirka 8 dansare.
Under 2011 och 2012 har gruppen fokuserat mycket på individuella tävlingar och rest på få Crew battles.
Under 2013 har gruppen börjat tävla igen och tog nyligen en 2:a plats på Breaking Masters Crew som är en av tävlingarna på Streetstar.